# Papa Hadrijan
Ukupno su bila šestorica papa imena Hadrijan:
- Hadrijan I. (772. – 795.)
- Hadrijan II. (867. – 872.)
- Hadrijan III. (884. – 885.)
- Hadrijan IV. (1154. – 1159.)
- Hadrijan V. (1276.)
- Hadrijan VI. (1522. – 1523.)